# Sara Sadíqova
Sadíqova Sara Ğärif qızı (pronunțat [sʌˈdɯɪqəvɑ sʌˈrɑ ɣæˈrif qɯˈzɯ]) sau Sara Sadíqova; în tătară Садыйкова Сара Гариф кызы, în rusă Сады́кова Сара́ Гари́фовна; n. 1 noiembrie 1906, Kazan, Imperiul Rus – d. 7 iunie 1986, Kazan, RSFS Rusă, URSS) a fost o actriță, cântăreață (soprano) și compozitoare tătară. A fost distinsă cu distincții ca: Artist Onorat al RASS Tătară (1937), Artist al Poporului al RASS Tătară (1977), Maestru emerit al artelor al RSFSR (1984). În 1938–1948 a fost solistă a Teatrului de Operă și Balet Tătar Musa Cälil. Sara a interpretat roluri în opere și comedii muzicale, inclusiv Saniä, Qaçqın (Fuga), Ğäliäbanu, Bașmağım (Papucii mei), İldar, dar și în drame muzicale ca On Qandır, The Employer (Patronul). Este autoarea a mai multor comedii muzicale și cântece ca Mäxäbbät cırı (Cântecul iubirii) (1971) și Kiäwlär (Ginerii) (1972) în colaborare cu R. Ğöbäydullin. Sara Sadíqova este laureată a Premiului de Stat Ğabdulla Tuqay al RASS Tătară (1990, după moartea ei).

## Biografie
S-a născut ca Bibisara Sadíqova la 1 noiembrie 1906 la Kazan, Imperiul Rus. A absolvit o școală faimoasă de fete, Fatih Aitova, și a studiat apoi la Colegiul Pedagogic din Kazan.
În 1921, Bibisara și-a interpretat primul rol în spectacolul muzical de caritate Buydaq (Burlacul). Unul dintre profesorii colegiului, compozitorul tătar Soltan Ğäbäși, a trimis-o la Conservatorul de la Moscova, unde a studiat în perioada 1922–1928. Printre profesorii ei de aici se numără Maria Grigorievna Cibușcenko. În 1934 – 1938 a lucrat la Studioul Operei Tătare din cadrul Conservatorului din Moscova.
În 1930 – 1934, Sara Sadíqova a lucrat în trupa Teatrului Academic Tătar. A interpretat una dintre primele opere tătare Eșçe (Muncitorul) în anii 1930.
În 1942, Sara a început să compună cântece, creând tangoul Așteptarea pe versurile lui A. Ierikeiev. Stilurile ei preferate au fost tangoul și foxtrot. Ea a compus peste 400 de cântece populare, precum și muzică pentru 30 de piese de teatru.
Sara Sadíqova a murit la 7 iunie 1986 și a fost înmormântată la Cimitirul Memorial Yaña-Tatar Bistäse (Novotatarskoie) din Kazan.
Pentru talentul ei, minerii din Donbass i-au dat lui Sarah titlul de „Privighetoarea tătară”, care i-a fost atribuit pe viață.

## Monument în Kazan
În 1997, Cabinetul de Miniștri al Republicii Tatarstan a decis să-i ridice un monument. Sculptor a fost Rada Nigmatullina, Sculptor Popular al Republicii Tatarstan, Artist Emerit al Republicii Tatarstan și Federației Ruse, laureat al Premiului de Stat Tukay. În 2007, monumentul a fost turnat. Însă nu a fost încă instalat, întrucât nu a fost găsit un loc potrivit, potrivit sculptorului, care, în semn de protest, nu oferă detaliul necesar pentru finalizarea monumentului - o mască de ipsos a feței cântărețului.
Descrierea compoziției: „Conform planului sculptorului, Sara Sadíqova stă ușor sprijinită de pian și este înconjurată de figurile a șapte fete - acestea sunt personajele cântecului ei „Șapte chei”, care, la rândul său, a fost scris pe baza legendei tătarilor. Ansamblul ar trebui să fie înconjurat de copaci, bănci și o mică scenă ar trebui să fie amplasată la picioarele lui pentru a putea avea loc concerte. Desigur, ansamblul ar trebui să fie înconjurat de verdeață.”